# دانا بونسکو
دانا بونسکو (رومانیایی: Dana Bunescu؛ زادهٔ ۱۱ سپتامبر ۱۹۶۹) یک تدوین‌گر اهل رومانی است.
او دانش‌آموختهٔ رشتهٔ فیزیک در دانشگاه بخارست است.
از فیلم‌ها یا مجموعه‌های تلویزیونی که وی در آن‌ها نقش داشته است می‌توان به چهار ماه، سه هفته و دو روز و  آنا، عشق من اشاره نمود.